# Sturmsche Kette
Die sturmsche Kette, benannt nach Jacques Charles François Sturm, ist – ähnlich wie die Vorzeichenregel von Descartes – ein mathematisches Hilfsmittel, mit dem sich die Anzahl der Nullstellen eines reellen Polynoms in einem gegebenen Intervall berechnen lässt.

## Sturmsche Kette eines Polynoms ohne mehrfache Nullstellen
Zur Erklärung des Verfahrens wird zunächst ein Spezialfall betrachtet. Sei {\displaystyle f(x)} ein reelles Polynom ohne mehrfache Nullstellen. Die sturmsche Kette von {\displaystyle f(x)} ist eine endliche Folge von Polynomen {\displaystyle P_{0}(x),P_{1}(x),\ldots ,P_{k}(x)}, wobei der Grad dieser Polynome streng monoton abnimmt. {\displaystyle P_{0}(x)} ist das gegebene Polynom, {\displaystyle P_{1}(x)} seine Ableitung.
{\displaystyle P_{0}(x):=f(x)\,}
{\displaystyle P_{1}(x):=f'(x)\,}
Die weiteren Polynome der sturmschen Kette werden rekursiv durch eine Variante des euklidischen Algorithmus zur Bestimmung des größten gemeinsamen Teilers definiert. Für {\displaystyle n\geq 0} ist das Polynom {\displaystyle P_{n+2}(x)} eindeutig definiert durch die Gleichung
{\displaystyle P_{n}(x)=Q_{n}(x)P_{n+1}(x)-P_{n+2}(x),\,}
wenn man fordert, dass der Grad von {\displaystyle P_{n+2}(x)} kleiner sein soll als der von {\displaystyle P_{n+1}(x)}. (Diese Definition unterscheidet sich vom euklidischen Algorithmus nur durch das Minuszeichen anstelle eines Pluszeichens.)
Die Folge {\displaystyle P_{0}(x),P_{1}(x),\ldots ,P_{k}(x)} endet in dem betrachteten Spezialfall (keine mehrfachen Nullstellen) mit einem konstanten Polynom {\displaystyle P_{k}(x)}. Für jede reelle Zahl {\displaystyle a} sei nun {\displaystyle \sigma (a)} die Zahl der Vorzeichenwechsel in der endlichen Zahlenfolge {\displaystyle P_{0}(a),P_{1}(a),\ldots ,P_{k}(a)}.
Die Regel von Sturm besagt nun, dass die Zahl der Nullstellen von {\displaystyle f(x)} im halboffenen Intervall {\displaystyle (a,b]} (mit {\displaystyle a<b}) gleich {\displaystyle \sigma (a)-\sigma (b)} ist.

## Beispiel
Für das Polynom
{\displaystyle P_{0}(x)=f(x)=x^{4}-5x^{3}+7x^{2}-5x+6\,}
soll die Anzahl der Nullstellen im halboffenen Intervall {\displaystyle (1,4]} ermittelt werden. Dazu wird zunächst die Ableitung gebildet:
{\displaystyle P_{1}(x)=f'(x)=4x^{3}-15x^{2}+14x-5\,}
Durch Polynomdivision erhält man die Beziehung
{\displaystyle x^{4}-5x^{3}+7x^{2}-5x+6=\left({\frac {1}{4}}x-{\frac {5}{16}}\right)\left(4x^{3}-15x^{2}+14x-5\right)-{\frac {1}{16}}\left(19x^{2}-10x-71\right)},
also
{\displaystyle P_{2}(x)={\frac {1}{16}}\left(19x^{2}-10x-71\right)}.
Hier und in den folgenden Rechenschritten ist es zweckmäßig, das Verfahren etwas abzuwandeln. Man multipliziert das erhaltene Polynom mit einer geeigneten positiven Zahl (in diesem Fall mit 16), um unangenehme Brüche zu vermeiden. Das Endergebnis wird dadurch nicht beeinflusst.
{\displaystyle {\tilde {P}}_{2}(x)=19x^{2}-10x-71}
Erneute Polynomdivision führt zu
{\displaystyle 4x^{3}-15x^{2}+14x-5=\left({\frac {4}{19}}x-{\frac {245}{361}}\right)\left(19x^{2}-10x-71\right)+{\frac {1}{361}}(8000x-19200)}
und
{\displaystyle P_{3}(x)={\frac {1}{361}}(-8000x+19200)}.
Multiplikation mit {\displaystyle {\frac {361}{1600}}} ergibt das einfachere Polynom
{\displaystyle {\tilde {P}}_{3}(x)=-5x+12}.
Entsprechend verläuft der letzte Durchgang des Verfahrens:
{\displaystyle 19x^{2}-10x-71=\left(-{\frac {19}{5}}x-{\frac {178}{25}}\right)(-5x+12)+{\frac {361}{25}}}
{\displaystyle P_{4}(x)=-{\frac {361}{25}}}
{\displaystyle {\tilde {P}}_{4}(x)=-1}
Einsetzen der Zahl 1 ergibt nun:
{\displaystyle P_{0}(1)=4;\quad P_{1}(1)=-2;\quad {\tilde {P}}_{2}(1)=-62;\quad {\tilde {P}}_{3}(1)=7;\quad {\tilde {P}}_{4}(1)=-1}
Hier kommen genau drei Vorzeichenwechsel vor, nämlich zwischen 4 und −2, zwischen −62 und 7 sowie zwischen 7 und −1. Demzufolge gilt {\displaystyle \sigma (1)=3}.
Entsprechend für die Zahl 4:
{\displaystyle P_{0}(4)=34;\quad P_{1}(4)=67;\quad {\tilde {P}}_{2}(4)=193;\quad {\tilde {P}}_{3}(4)=-8;\quad {\tilde {P}}_{4}(4)=-1}
Hier gibt es nur einen Vorzeichenwechsel: {\displaystyle \sigma (4)=1}. Die Anzahl der Nullstellen im Intervall {\displaystyle (1;4]} hat also den Wert {\displaystyle \sigma (1)-\sigma (4)=3-1=2}. In diesem Intervall existieren genau zwei Nullstellen (nämlich 2 und 3).

## Sturmsche Kette eines beliebigen Polynoms
Den allgemeinen Fall, in dem das gegebene Polynom mehrfache Nullstellen haben darf, kann man auf den schon betrachteten Spezialfall zurückführen. Durch Anwendung des euklidischen Algorithmus lässt sich der größte gemeinsame Teiler {\displaystyle g(x)} von {\displaystyle f(x)} und seiner Ableitung {\displaystyle f\,'(x)} ermitteln. Dividiert man {\displaystyle f(x)} durch {\displaystyle g(x)}, so erhält man ein neues Polynom, das die gleichen Nullstellen wie {\displaystyle f(x)} besitzt, aber keine mehrfachen Nullstellen. Die Anzahl der verschiedenen Nullstellen von {\displaystyle f(x)} in einem Intervall erhält man nun dadurch, dass man die sturmsche Kette des Polynoms {\displaystyle f(x)/g(x)} bildet und wie oben die Anzahl der Nullstellen dieses Polynoms bestimmt.